# Metarbela erecta
Metarbela erecta is een vlinder uit de familie van de Metarbelidae. De wetenschappelijke naam van deze soort is voor het eerst gepubliceerd in 1929 door Max Gaede.
Deze soort komt voor in Somalië, Tanzania, Angola en Malawi.